# Schizothorax edeniana
Schizothorax edeniana es una especie de peces de la familia Cyprinidae en el orden de los Cypriniformes.
Es un pez de agua dulce y se encuentra en Afganistán.